# دولت أباد (أيل تيمور)
دولت أباد (بالفارسية: دولت‌آباد) هي قرية تقع في إيران في أذربيجان الغربية. يقدر عدد سكانها بـ 118 نسمة .